# Lepthyphantes afer
Lepthyphantes afer este o specie de păianjeni din genul Lepthyphantes, familia Linyphiidae. A fost descrisă pentru prima dată de Simon, 1913.
Este endemică în Algeria. Conform Catalogue of Life specia Lepthyphantes afer nu are subspecii cunoscute.